# Romaniuki
Romaniuki – wieś w Polsce położona w województwie podlaskim, w powiecie suwalskim, w gminie Szypliszki.
Według Pierwszego Powszechnego Spisu Ludności z 1921 roku wieś Romaniuki liczyła 10 domów i 52 mieszkańców (24 kobiety i 28 mężczyzn). Wszyscy mieszkańcy miejscowości zadeklarowali wówczas wyznanie rzymskokatolickie oraz narodowość litewską. W okresie dwudziestolecia międzywojennego Giłujsze znajdowały się w gminie Andrzejewo.
W latach 1975–1998 miejscowość administracyjnie należała do województwa suwalskiego.